# Måleklodser
Måleklodser bruges til kalibrering af geometrisk måleudstyr såsom mikrometerskruer og måleure. De er lavet af stål, hårdmetal eller keramik og har en veldefineret længde mellem deres præcisionsbearbejdede planparallelle overflader. Måleklodser findes i forskellige kvaliteter som 00 (bedst), 0 og K der er nærmere defineret i den internationale standard ISO 3650. Længden er ofte i intervallet mellem 0,5 mm og 100 mm og den nøjagtige længde kan med et interferometer bestemmes med en måleusikkerhed fra ca. 0,025 mikrometer til ca. 0,045 mikrometer.